# Präsidentschafts- und Parlamentswahl in Mosambik 2019
Die Präsidentschafts- und Parlamentswahl in Mosambik 2019 fand am 15. Oktober statt. Gewählt wurden der Präsident und die 250 Mitglieder der Assembleia da República.
Die Wahlkommission (Comissão Nacional de Eleições) (CNE) mit dem Secretariado Tecnico da Administrão Eleitoral (STAE; deutsch etwa „Technisches Sekretariat für die Durchführung von Wahlen“) war für den Ablauf verantwortlich. Präsident Filipe Nyusi wurde mit großem Vorsprung wiedergewählt. Seine Partei FRELIMO siegte bei den Wahlen zur Assembleia da República und zu den Provinzparlamenten sowie bei den Gouverneurswahlen.
Gewählt wurden die Provinzversammlungen sowie erstmals in der Geschichte Mosambiks in direkter Wahl die Gouverneure von zehn Provinzen. Bei den Wahlen zu den Provinzparlamenten gewann FRELIMO alle zehn Provinzwahlen und stellt auch alle Gouverneure.

## Ausgangssituation
Die Präsidentschaftswahl und die Wahl der 250 Abgeordneten der Assembleia da República (etwa: „Versammlung der Republik“) finden seit 1994 alle fünf Jahre statt, die Provinzversammlungen wurden 2009 erstmals gewählt. Die letzten Wahlen hatte turnusgemäß 2014 stattgefunden und waren auf Landesebene von FRELIMO, die das Land seit der Unabhängigkeit 1975 regiert, gewonnen worden. Gegenkandidat von Filipe Nyusi (FRELIMO) war im Jahr 2014 Afonso Dhlakama (RENAMO), der 2018 starb. Im August 2019 schlossen die Regierung und RENAMO nach langjährigen Auseinandersetzungen – dem Mosambikanischen Bürgerkrieg bis 1992 und anschließenden Feindseligkeiten – ein Friedensabkommen. Die Lage im Wahlkampf wurde als „fragil“ bezeichnet.
Der Präsident wird im ersten Wahlgang bestimmt, falls er mindestens 50 % der gültigen Stimmen erhält. Ansonsten wird der Präsident in einer Stichwahl der beiden erfolgreichsten Kandidaten des ersten Wahlgangs bestimmt.
248 der Abgeordneten des Einkammerparlaments Assembleia da República werden nach dem Verhältniswahlrecht in elf Wahlkreisen, die den Provinzen entsprechen, nach dem D’Hondt-Verfahren bestimmt. Je ein weiterer Abgeordneter wird von Auslandsmosambikanern in Afrika bzw. der übrigen Welt nach dem Mehrheitswahlrecht gewählt.
Zu den Wahlen ließen sich rund 13 Millionen Mosambikaner registrieren.

## Präsidentschaftskandidaten
Der seit 2014 amtierende Präsident Nyusi (FRELIMO) kandidierte zum zweiten und verfassungsgemäß letzten Mal für das Amt. Gegen ihn trat Ossufo Momade (RENAMO) an. Die weiteren Kandidaten waren Daviz Simango (Movimento Democrático de Moçambique, MDM, eine Abspaltung von RENAMO) und Mário Albino (Ação do Movimento Unido para a Salvação Integral, AMUSI, eine Abspaltung vom MDM).

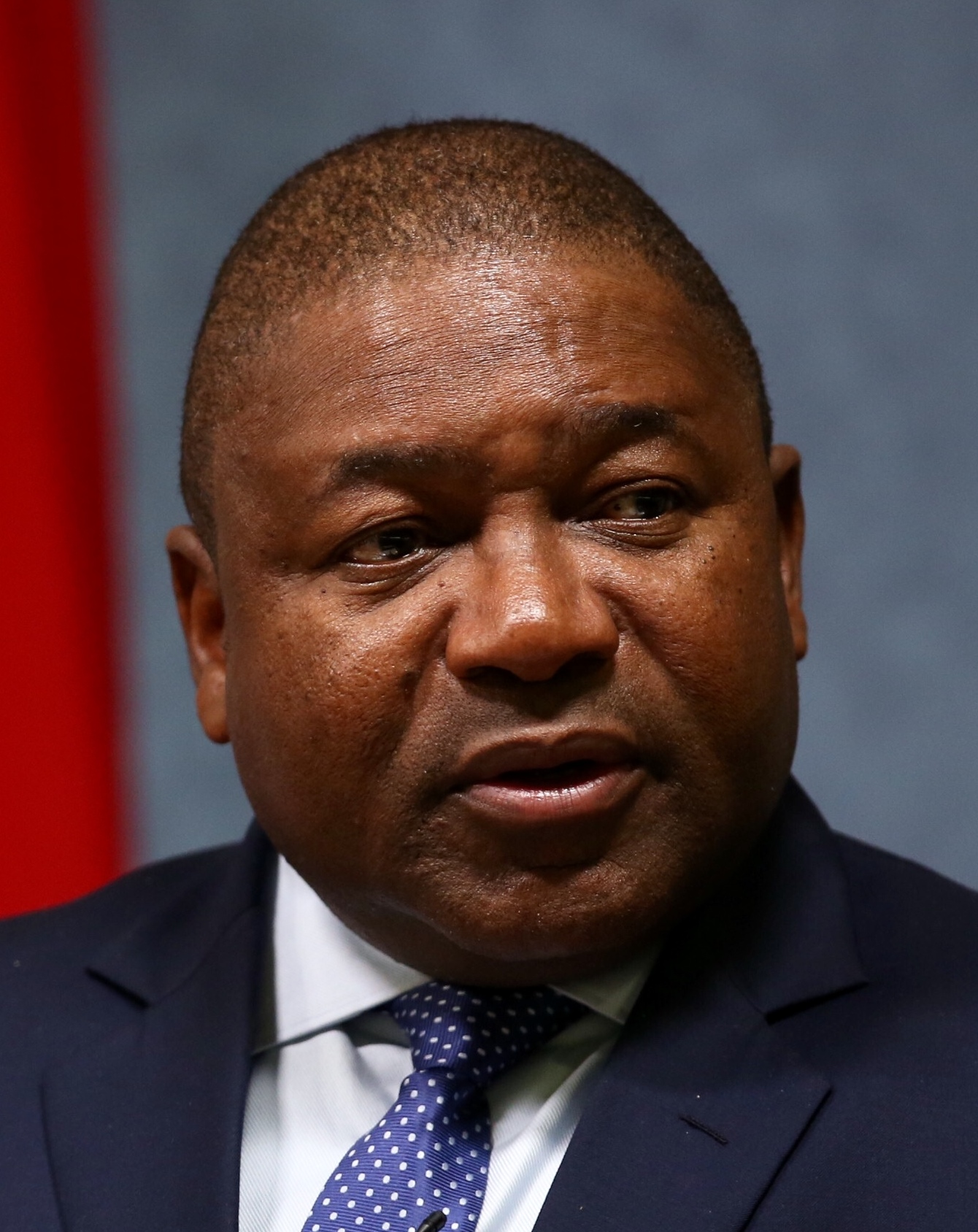
Filipe Nyusi (2018)
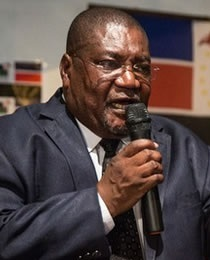
Ossufo Momade (2018)
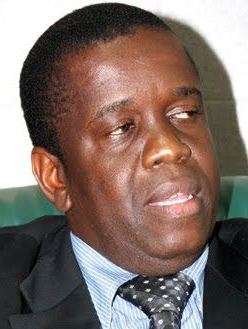
Daviz Simango (2014)
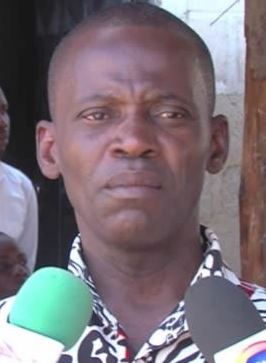
Mário Albino (2019)

## Ablauf und Bewertungen
Die Wahl lief weitgehend ruhig und nach Ansicht von Wahlbeobachtern in „geordneter Weise“ ab. Kritisiert wurden aber Unregelmäßigkeiten bei der Registrierung und ein Wahlkampf, in dem es Gewalt und Vorwürfe von Wahlbetrug gegeben hatte. Kritisiert wurde auch, dass die Wahlkommission vor Ablauf der maximal erlaubten 15-Tage-Frist bis zur Verkündung des Endergebnisses keine wesentlichen Zwischenstände veröffentlichen wollte. Wahlbeobachter der Afrikanischen Union hielten die Wahlen für „frei und fair“, während Vertreter der USA und EU den Wahlablauf teilweise kritisierten. So seien die Wahlvorstände meist mit FRELIMO-Anhängern besetzt gewesen; in der Provinz Gaza, einer FRELIMO-Hochburg, seien rund 300.000 nicht existente Wähler registriert worden. RENAMO klagte nach Bekanntgabe der ersten Zwischenergebnisse über Betrugsversuche und verlangte eine Neuwahl. Auch das MDM beklagte Wahlbetrug.

## Ergebnis

### Präsidentschaftswahl
Über 50 % der registrierten Wähler nahmen an der Abstimmung teil. In mehreren Wahllokalen in der Provinz Cabo Delgado im Norden des Landes konnten rund 5400 Personen wegen islamistischer Angriffe nicht wählen. Nach Angaben der Wahlkommission siegte Nyusi mit rund 73 % der Stimmen; Momade erhielt knapp 22 %, Simango etwas mehr als 4 % und Albino unter 1 %. Die Wahlbeteiligung betrug 51 %.
| Kandidaten        | Kandidaten        | Parteien                                        | Stimmen    | %    |
| ----------------- | ----------------- | ----------------------------------------------- | ---------- | ---- |
|                   | Filipe Nyusi      | Frente de Libertação de Moçambique              | 4.639.172  | 73,5 |
|                   | Ossufo Momade     | Resistência Nacional Moçambicana                | 1.356.786  | 21,5 |
|                   | Daviz Simango     | Movimento Democrático de Moçambique             | 273.599    | 4,3  |
|                   | Mário Albino      | Acção de Movimento Unido para Salvação Integral | 46.048     | 0,7  |
| Gesamt            | Gesamt            | Gesamt                                          | 6.315.605  | 100  |
|                   |                   |                                                 |            |      |
| Ungültige Stimmen | Ungültige Stimmen | Ungültige Stimmen                               | 508.321    | 7,4  |
| Wähler            | Wähler            | Wähler                                          | 6.823.926  | 51,8 |
| Wahlberechtigte   | Wahlberechtigte   | Wahlberechtigte                                 | 13.162.321 |      |

### Parlamentswahl

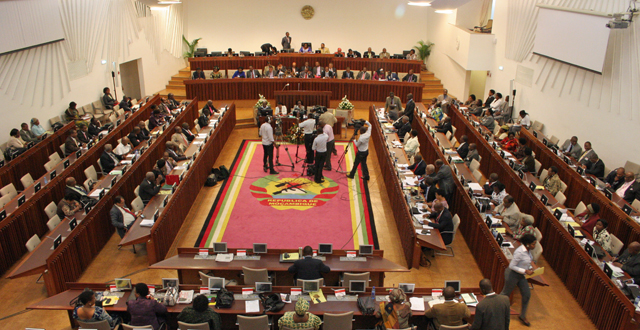
Assembleia da República (2015)

FRELIMO gewann 184 der 250 Sitze und kann damit ohne Zustimmung anderer Parteien die Verfassung ändern. RENAMO erhielt 60 Mandate, das MDM sechs.
| Listen                        | Listen                                          | Stimmen    | %    | Mandate |
| ----------------------------- | ----------------------------------------------- | ---------- | ---- | ------- |
|                               | Frente de Libertação de Moçambique              | 4.323.298  | 71,3 | 184     |
|                               | Resistência Nacional Moçambicana                | 1.351.659  | 22,3 | 60      |
|                               | Movimento Democrático de Moçambique             | 254.290    | 4,2  | 6       |
|                               | Acção de Movimento Unido para Salvação Integral | 27.277     | 0,4  | –       |
|                               | Partido Nova Democracia                         | 25.046     | 0,4  | –       |
|                               | Sonstige < 0,15 %                               | 83.951     | 1,4  | –       |
| Gesamt                        | Gesamt                                          | 6.065.521  | 100  | 250     |
|                               |                                                 |            |      |         |
| Ungültige Stimmen             | Ungültige Stimmen                               | 700.895    | 10,4 |         |
| Wähler                        | Wähler                                          | 6.766.416  | 51,4 |         |
| Wahlberechtigte               | Wahlberechtigte                                 | 13.162.321 |      |         |
|                               |                                                 |            |      |         |
| Quelle: Acórdão nº 25/CC/2019 |                                                 |            |      |         |

## Folgen
Nach den Wahlen kam es in Zentralmosambik zu tödlichen Anschlägen durch Renamo Military Junta, eine Splittergruppe der Renamo. Im Norden führten Dschihadisten vermehrt Anschläge mit zahlreichen Opfern aus.